# Colobaspis speciosa
Colobaspis speciosa is een keversoort uit de familie halstandhaantjes (Megalopodidae). De wetenschappelijke naam van de soort werd in 1859 gepubliceerd door Joseph Sugar Baly.